# Grašolika
Grašolika (karagana; lat. Caragana), rod listopdnog grmlja iz porodice mahunarki, čiji su izvorni areali istočna Europa i Azija.
Postoji 88 vrsta, od kojih dvije rastu i u Hrvatskoj, to je drvenasta grašolika, C. arborescens i primorska slatnica koja je bila uključivana u rod slatnica ili Halimodendron, sinonim za Caragana. 

## Vrste
1. Caragana acanthophylla Kom.
2. Caragana aegacanthoides (R.Parker) L.B.Chaudhary & S.K.Srivast.
3. Caragana afghanica Kitam.
4. Caragana alaica Pojark.
5. Caragana alaschanica Grubov
6. Caragana aliensis Y.Z.Zhao
7. Caragana ambigua Stocks
8. Caragana arborescens Lam., drvenasta grašolika
9. Caragana aurantiaca Koehne
10. Caragana balchaschensis (Kasn. ex Kom.) Pojark.
11. Caragana beefensis S.N.Biswas
12. Caragana bicolor Kom.
13. Caragana boisii C.K.Schneid.
14. Caragana bongardiana (Fisch. & C.A.Mey.) Pojark.
15. Caragana brachypoda Pojark.
16. Caragana brevicalyx Pamp.
17. Caragana brevifolia Kom.
18. Caragana brevispina Benth.
19. Caragana bungei Ledeb.
20. Caragana camilli-schneideri Kom.
21. Caragana campanulata Vassilcz.
22. Caragana changduensis Y.X.Liou
23. Caragana chinghaiensis Y.X.Liou
24. Caragana cinerea (Kom.) Nakai
25. Caragana conferta Benth. ex Baker
26. Caragana crassicaulis Benth. ex Baker
27. Caragana cuneatoalata Y.X.Liou
28. Caragana dasyphylla Pojark.
29. Caragana decorticans Hemsl.
30. Caragana densa Kom.
31. Caragana erinacea Kom.
32. Caragana franchetiana Kom.
33. Caragana frutex (L.) K.Koch
34. Caragana gerrardiana Benth.
35. Caragana gobica Sanchir
36. Caragana grandiflora DC.
37. Caragana halodendron (Pall.) Dum.Cours., primorska slatnica
38. Caragana jubata (Pall.) Poir.
39. Caragana junatovii Gorbunova
40. Caragana kirghisorum Pojark.
41. Caragana koreana Nakai
42. Caragana korshinskii Kom.
43. Caragana kozlowii Kom.
44. Caragana laeta Kom.
45. Caragana leiocalycina (Hub.-Mor.) Hub.-Mor.
46. Caragana leucophloea Pojark.
47. Caragana leucospina Kom.
48. Caragana leveillei Kom.
49. Caragana lidou L.Duan & Z.Y.Chang
50. Caragana liouana Zhao Y.Chang & Yakovlev
51. Caragana litwinowii Kom.
52. Caragana maimanensis Rech.f.
53. Caragana manshurica (Kom.) Kom.
54. Caragana media Sanchir
55. Caragana microphylla Lam.
56. Caragana opulens Kom.
57. Caragana pekinensis Kom.
58. Caragana pleiophylla (Regel) Pojark.
59. Caragana polourensis Franch.
60. Caragana polyacantha Benth.
61. Caragana potaninii Kom.
62. Caragana pruinosa Kom.
63. Caragana pseudokirghisorum C.Y.Yang & N.Li;
64. Caragana pumila Pojark.
65. Caragana purdomii Rehder
66. Caragana pygmaea (L.) DC.
67. Caragana qingheensis Zhao Y.Chang, L.R.Xu & F.C.Shi
68. Caragana roborovskyi Kom.
69. Caragana rosea Turcz. ex Maxim.
70. Caragana scythica (Kom.) Pojark.
71. Caragana shensiensis C.W.Chang
72. Caragana shuidingensis C.Y.Yang & N.Li
73. Caragana sinica (Buc'hoz) Rehder
74. Caragana soongorica Grubov
75. Caragana spinosa (L.) Vahl ex Hornem.
76. Caragana stenophylla Pojark.
77. Caragana stipitata Kom.
78. Caragana sukiensis C.K.Schneid.
79. Caragana tangutica Maxim. ex Kom.
80. Caragana tekesiensis Y.Z.Zhao & D.W.Zhou
81. Caragana tibetica Kom.
82. Caragana tragacanthoides (Pall.) Poir.
83. Caragana turkestanica Kom.
84. Caragana ulicina Stocks
85. Caragana ussuriensis (Regel) Pojark.
86. Caragana versicolor Benth.
87. Caragana zahlbruckneri C.K.Schneid.
88. Caragana zaissanica Sanchir